# Gouvernement Rui Barros III
Martins Camará
Le gouvernement Rui Barros III est le gouvernement de Guinée-Bissau depuis le 20 décembre 2023.

## Historique

### Formation
Dans la nuit du 30 novembre au 1er décembre 2023, de nombreux troubles éclatent entre l'armée et des forces de sécurité qui font deux morts, troubles qualifiés de « tentative de coup d'État » par le président Embaló après son retour de la COP28 le 2 décembre 2023. En réponse, celui-ci dissout le parlement le 4 décembre 2023. Le 12 décembre 2023, Umaro Sissoco Embalo reconduit Geraldo Martins au poste de Premier ministre, puis le congédie et le remplace une semaine plus tard, le 21 décembre, par Rui Duarte de Barros.
Le gouvernement se compose de 24 ministres et neuf secrétaires d'État. Six femmes sont nommées au gouvernement.
Le gouvernement est remanié le 20 août 2024.

## Composition

### Initiale (20 décembre 2023)
| Portefeuille                                                                                                  | Titulaire | Titulaire                          | Parti      |
| --- | --------- | ---------------------------------- | ---------- |
| Premier ministre                                                                                              |           | Rui Duarte de Barros               | PAIGC      |
| Ministre de la Présidence du Conseil des ministres et des Affaires parlementaires                             |           | Malal Sané                         | Ind.       |
| Ministre des Affaires étrangères, de la Coopération internationale et des Communautés                         |           | Carlos Pinto Pereira               | PAIGC      |
| Ministre de l'Intérieur                                                                                       |           | Botche Candé                       | PTG        |
| Ministre de la Défense nationale                                                                              |           | Nicolau dos Santos                 | PRS        |
| Ministre de l'Économie, de la Planification et de l'Intégration régionale                                     |           | Soares Sambú                       | Madem G-15 |
| Ministre des Finances                                                                                         |           | Ilídio Vieira Té                   | PRS        |
| Ministre de l'Administration territoriale et du Développement local                                           |           | Marciano Silva Barbeiro            | Madem G-15 |
| Ministre de la Justice et des Droits de l'Homme                                                               |           | Maria do Céu Silva Monteiro        | Ind.       |
| Ministre des Travaux publics, du Logement et de l'Urbanisme                                                   |           | Fidelis Forbs                      | Madem G-15 |
| Ministre de l'Éducation nationale, de l'Enseignement supérieur et de la Recherche scientifique                |           | Herry Mané                         | Madem G-15 |
| Ministre de l'Administration publique, de l'Emploi, de la Formation professionnelle et de la Sécurité sociale |           | Aly Hizazy                         | PAIGC      |
| Ministre de la Santé publique                                                                                 |           | Domingos Malú                      | PRS        |
| Ministre des Combattants pour la liberté de la patrie                                                         |           | Augusto Nhaga                      | RGB-MB     |
| Ministre de l'Action sociale, de la Famille et de la Promotion de la femme                                    |           | Mendes Sanhá                       | PRS        |
| Ministre de l'Agriculture, des Forêts et du Développement rural                                               |           | Fatumata Djau Baldé                | PTG        |
| Ministre du Tourisme et de l'Artisanat                                                                        |           | Alberto Demba Turé                 | PTG        |
| Ministre de la Communication sociale                                                                          |           | Maria Conceição Évora              | Madem G-15 |
| Ministre de la Pêche et de l'Économie maritime                                                                |           | Mário Muzante da Silva             | PAIGC      |
| Ministre des Transports et des Communications                                                                 |           | José Carlos Esteves                | PAIGC      |
| Ministre des Ressources naturelles                                                                            |           | Malam Sambú                        | PRS        |
| Ministre de l'Énergie                                                                                         |           | Valentino Hideberto Infanda        | APU-PDGB   |
| Ministre du Commerce et de l'Industrie                                                                        |           | Orlando Mendes Veigas              | PRS        |
| Ministre de l'Environnement, de la Biodiversité et de l'Action climatique                                     |           | Viriato Soares Cassamá             | Madem G-15 |
| Ministre de la Culture, de la Jeunesse et des Sports                                                          |           | Augusto Gomes                      | APU-PDGB   |
| Secrétaire d'État au Budget et aux Affaires fiscales                                                          |           | Elísio Gomes Sá                    | Ind.       |
| Secrétaire d'État au Trésor                                                                                   |           | Mamadu Baldé                       | Ind.       |
| Secrétaire d'État au Plan et à l'Intégration régionale                                                        |           | Mónica Buaro da Costa              | PRS        |
| Secrétaire d'État à l'ordre public                                                                            |           | José Carlos Macedo Monteiro        | Madem G-15 |
| Secrétaire d'État à la Coopération internationale                                                             |           | Nancy Raisa da Silva Alves Cardoso |            |
| Secrétaire d'État aux Communautés                                                                             |           | Cipriano Mendes Pereira            | Madem G-15 |
| Secrétaire d'État chargée de la Gestion hospitalière                                                          |           | Abas Embaló                        | PRS        |
| Secrétaire d'État à la Jeunesse et aux Sports                                                                 |           | Garcia Bifa                        | APU-PDGB   |
| Secrétaire d'État à l'Éducation                                                                               |           | Djibrilo Djaló                     |            |

### Remaniement du 20 août 2024
| Portefeuille                                                                                                  | Titulaire | Titulaire                    | Parti      |
| --- | --------- | ---------------------------- | ---------- |
| Premier ministre                                                                                              |           | Rui Duarte de Barros         | PAIGC      |
| Ministre de la Présidence du Conseil des ministres et des Affaires parlementaires                             |           | Malal Sané                   | Ind.       |
| Ministre des Affaires étrangères, de la Coopération internationale et des Communautés                         |           | Carlos Pinto Pereira         | PAIGC      |
| Ministre de l'Intérieur                                                                                       |           | Botche Candé                 | PTG        |
| Ministre de la Défense nationale                                                                              |           | Dionísio Cabi                | PRS        |
| Ministre de l'Économie, de la Planification et de l'Intégration régionale                                     |           | Soares Sambú                 | Madem G-15 |
| Ministre des Finances                                                                                         |           | Ilídio Vieira Té             | PRS        |
| Ministre de l'Administration territoriale et du Développement local                                           |           | Aristide Ocante da Silva     | Madem G-15 |
| Ministre de la Justice et des Droits de l'Homme                                                               |           | Maria do Céu Silva Monteiro  | Ind.       |
| Ministre des Travaux publics, du Logement et de l'Urbanisme                                                   |           | José Carlos Esteves          | Madem G-15 |
| Ministre de l'Éducation nationale, de l'Enseignement supérieur et de la Recherche scientifique                |           | Herry Mané                   | Madem G-15 |
| Ministre de l'Administration publique, de l'Emploi, de la Formation professionnelle et de la Sécurité sociale |           | Mónica Buaro da Costa        | PRS        |
| Ministre de la Santé publique                                                                                 |           | Pedro Tipote                 | PRS        |
| Ministre des Combattants pour la liberté de la patrie                                                         |           | Aly Hizazy                   | PAIGC      |
| Ministre de l'Action sociale, de la Famille et de la Promotion de la femme                                    |           | Mendes Sanhá                 | PRS        |
| Ministre de l'Agriculture, des Forêts et du Développement rural                                               |           | Fatumata Djau Baldé          | PTG        |
| Ministre du Tourisme et de l'Artisanat                                                                        |           | Alberto Demba Turé           | PTG        |
| Ministre de la Communication sociale                                                                          |           | Florentino Fernando Dias     | Madem G-15 |
| Ministre de la Pêche et de l'Économie maritime                                                                |           | Mário Muzante da Silva       | PAIGC      |
| Ministre des Transports et des Communications                                                                 |           | Marciano Silva Barbeiro      | Madem G-15 |
| Ministre des Ressources naturelles                                                                            |           | Malam Sambú                  | PRS        |
| Ministre de l'Énergie                                                                                         |           | José Carlos Varela Casimiro  | Madem G-15 |
| Ministre du Commerce et de l'Industrie                                                                        |           | Orlando Mendes Veigas        | PRS        |
| Ministre de l'Environnement, de la Biodiversité et de l'Action climatique                                     |           | Viriato Soares Cassamá       | Madem G-15 |
| Ministre de la Culture, de la Jeunesse et des Sports                                                          |           | Maria Conceição Évora        | Madem G-15 |
| Secrétaire d'État au Budget et aux Affaires fiscales                                                          |           | Elísio Gomes Sá              | Ind.       |
| Secrétaire d'État au Trésor                                                                                   |           | Mamadu Baldé                 | Ind.       |
| Secrétaire d'État au Plan et à l'Intégration régionale                                                        |           | Abas Embaló                  | PRS        |
| Secrétaire d'État à l'ordre public                                                                            |           | José Carlos Macedo Monteiro  | Madem G-15 |
| Secrétaire d'État à la Coopération internationale                                                             |           | Fatumata Jau                 |            |
| Secrétaire d'État aux Communautés                                                                             |           | Nelson Pereira               | Madem G-15 |
| Secrétaire d'État à la Jeunesse et aux Sports                                                                 |           | Lesmes Mutna Freire Monteiro |            |
| Secrétaire d'État à l'Éducation                                                                               |           | Djibrilo Djaló               |            |
| Secrétaire d'État à la Réforme administrative                                                                 |           | Fernando Henrique Vaz Mendes |            |
| Secrétaire d'État à la Culture                                                                                |           | Nancy Raisa da Silva Cardoso |            |